# Magic, Murder and the Weather
Magic, Murder and the Weather — четвёртый студийный альбом британской пост-панк-группы Magazine, выпущенный в 1981 году на лейбле Virgin Records.

## Об альбоме
Magic, Murder and the Weather стал первой работой группы записанной без гитариста Джона Макгиоха, который ушёл из группы и стал участником Siouxsie and the Banshees. На сессиях место гитарные партии исполнялись бывшим участником группы Amazorblades, гитаристом Беном Мендельсоном, который сменил игравшего на концертах Робина Саймона, после ухода Макгиоха. За несколько месяцев до выхода альбома Говард Девото, разочаровавшись в сложившейся после ухода Макгиноха обстановке в коллективе, также решил покинуть группу. После выпуска пластинки, оставшиеся участники Magazine решил распустить коллектив, поскольку не могли представить состав группы без Девото.

## Список композиций
| №   | Название                  | Автор(ы)                                   | Длительность |
| --- | ------------------------- | ------------------------------------------ | ------------ |
| 1.  | «About the Weather»       | Девото, Формула                            | 4:06         |
| 2.  | «So Lucky»                | Девото, Формула                            | 4:11         |
| 3.  | «The Honeymoon Killers»   | Девото, Адамсон, Мендельсон                | 3:39         |
| 4.  | «Vigilance»               | Девото, Адамсон                            | 5:15         |
| 5.  | «Come Alive»              | Девото, Формула                            | 3:43         |
| 6.  | «The Great Man's Secrets» | Девото, Дойл, Формула, Адамсон, Мендельсон | 4:57         |
| 7.  | «This Poison»             | Девото, Дойл, Формула, Адамсон, Мендельсон | 4:20         |
| 8.  | «Naked Eye»               | Девото, Дойл, Формула, Адамсон, Мендельсон | 3:30         |
| 9.  | «Suburban Rhonda»         | Девото, Формула                            | 3:32         |
| 10. | «The Garden»              | Девото, Формула                            | 2:39         |

| №  | Название        | Автор(ы)                                   | Длительность |
| -- | --------------- | ------------------------------------------ | ------------ |
| 1. | «In the Dark»   | Девото, Дойл, Формула, Адамсон, Мендельсон | 2:43         |
| 2. | «The Operative» | Девото, Дойл, Формула, Адамсон, Мендельсон | 2:45         |

## Участники записи
- Говард Девото — вокал, гитара
- Барри Адамсон — бас-гитара
- Дэйв Формула — клавишные
- Бен Мендельсон — гитара, скрипка
- Джон Дойл — барабаны
- Лаура Тереза - бэк-вокал
- Рэй Шелл — бэк-вокал